# Barbara Mertz
Barbara Mertz (29 de septiembre de 1927 - 8 de agosto de 2013) fue una escritora estadounidense que escribió bajo el seudónimo de Elizabeth Peters y Barbara Michaels.

## Biografía
Nació en Canton, Illinois, en 1927, Barbara Mertz ganó un doctorado de la Universidad de Chicago en Egiptología, con John A. Wilson como maestro, que recibió a la edad de 23. Es autora de dos libros sobre el antiguo Egipto (ambos de los cuales han estado continuamente en impresión desde la primera publicación), pero escribió principalmente novelas de misterio y suspenso. Se convirtió en escritora publicando en 1964.
Bajo el nombre de Barbara Michaels, escribió novelas principalmente de estilo gótico y sobrenatural. El nombre fue elegido por su editor ya que ella ya había publicado un libro de no ficción sobre el antiguo Egipto, y la editorial no quería que sus novelas sean confundidas con su trabajo académico. Ella publicó su serie de Amelia Peabody bajo el nombre de Elizabeth Peters, un nom de plume extraída de los nombres de sus dos hijos.
Fue miembro del Editorial Advisory Board del KMT, ("un moderno diariodel antiguo Egipto"), Egipto Exploration Society y el círculo de James Henry Breasted del Instituto Oriental.
Mertz murió en su casa de Maryland, el 8 de agosto de 2013.

## Obras

### Escrito como Elizabeth Peters
Serie de Amelia Peabody: 
- Crocodile on the Sandbank (1975)
- The Curse of the Pharaohs (1981)
- The Mummy Case (1985)
- Lion in the Valley (1986)
- The Deeds of the Disturber (1988)
- The Last Camel Died at Noon (1991)
- The Snake, the Crocodile, and the Dog (1992)
- The Hippopotamus Pool (1996)
- Seeing a Large Cat (1997)
- The Ape Who Guards the Balance (1998)
- The Falcon at the Portal (1999)
- He Shall Thunder in the Sky (2000)
- Lord of the Silent (2001)
- The Golden One (2002)
- Children of the Storm (2003)
- Guardian of the Horizon (2004)
- The Serpent on the Crown (2005)
- Tomb of the Golden Bird (2006)
- A River in the Sky (2010)

Serie de Vicky Bliss: 
- Borrower of the Night (1973)
- Street of the Five Moons (1978)
- Silhouette in Scarlet (1983)
- Trojan Gold (1987)
- Night Train to Memphis (1994)
- The Laughter of Dead Kings (2008)

Serie de Jacqueline Kirby:
- The Seventh Sinner (1972)
- Murders of Richard III (1974)
- Die for Love (1984)
- Naked Once More (1989)

No ficción
- Temples, Tombs, and Hieroglyphs (1964; rev. ed. 2007)
- Two Thousand Years in Rome (con Richard Mertz, 1968)
- Red Land, Black Land (1966; rev. ed.2008)

### Escrito como Barbara Michaels
- Ammie Come Home (1968)
- Shattered Silk (1986)
- Stitches in Time (1995)

- Someone in the House (1981)
- Black Rainbow (1982)

- The Master of Blacktower (1966)
- Sons of the Wolf (1967)
- Prince of Darkness (1969)
- The Dark on the Other Side (1970)
- The Crying Child (1971)
- Greygallows (1972)
- Witch (1973)
- House of Many Shadows (1974)
- The Sea King's Daughter (1975)
- Patriot's Dream (1976)
- Wings of the Falcon (1977)
- Wait for What Will Come (1978)
- The Walker in the Shadows (1979)
- The Wizard's Daughter (1980)
- Here I Stay (1983)
- The Grey Beginning (1984)
- Be Buried in the Rain (1985)
- Search the Shadows (1987)
- Smoke and Mirrors (1989)
- Into the Darkness (1990)
- Vanish with the Rose (1992)
- Houses of Stone (1993)
- The Dancing Floor (1997)
- Other Worlds (1999)